# Karmir-Astkh
Karmir-Astkh - Кармир-Астх (rus) - és un khútor de la República d'Adiguèsia, a Rússia. Es troba a 10 km a l'est de Maikop, la capital de la república, i a 12 km al nord de Tulski.
Pertany al municipi de Kujórskaia.